# Mercury Falling
Mercury Falling ist eine Melodic-Power-Metal-Band mit progressiven Einflüssen aus Deutschland.

## Geschichte
Gegründet wurde die Band 1997 von den Brüdern Tobias Galmarini und Daniel Galmarini. 1998 wurde das erste Demo der Band Impressions of a Dream von Mekong-Delta-Gitarristen Erik Grösch aufgenommen. 2003 wurde das Full-length-Album „Panta Rhei“ produziert. Unterstützt wurde die Band dabei von dem damaligen Frameless-Schlagzeuger Dirk Oechsle und Dr. Death-Bassist Stefan Quast. Die Aufnahmen im Rhön-Records-Studio leitete Edguy-Gitarrist Jens Ludwig. Es folgten Auftritte mit Mystic Prophecy, Freedom Call und Skyclad. 2006 wurde das Album vom Magazin Metal Hammer zum „Demo des Monats“ gekürt. 2006 begannen die Aufnahmen zum Album Human Nature. Produziert wurde es von Piet Sielck (Blind Guardian, Iron Savior). Daraufhin spielte die Band Auftritte mit Mercenary, Sons of Seasons, Torture Squad. 2011 begannen die Recordings zum Nachfolgeralbum Into the Void. Aufnahmeleitung für Gitarre, Bass und Schlagzeug wurden von Jens Ludwig (Edguy) übernommen. Piet Sielck erklärte sich erneut bereit in Hamburg den Gesang aufzunehmen und die CD zu mischen. 2012 erfolgte ein Plattenvertrag mit Phonotraxx, das Label um Frontmann Bernhard Weiß und Keyboarder Harry Oellers der Band Axxis. Ende 2012 tourten Mercury Falling als Unterstützer zusammen mit Axxis auf deren reDISCOver(ed)-Tour. 2014 begannen die Aufnahmen zum nächsten Album Introspection.
2016 unterschrieb die Band bei dem Plattenlabel und Vertrieb ZYX, die das Album weltweit vertreiben. 2017 erschien die erste Singleauskopplung des Albums Of Sinners & Saints auf der "Symphonic & Opera Metal Vol.3" Compilation des Vertriebes.

## Gastmusiker
- Oliver Palotai, Kamelot – Solo Stranger in Me, (Into the Void)
- Ralf Zdiarstek, Avantasia – Chor (Panta Rhei), Gesang Echoes (Introspection)
- Jens Ludwig, Edguy – Solo Long Way out of Hell, (Into the Void)
- Piet Sielck, Iron Savior – Gesang In Dark Waters und Solo Us, Long Way out of Hell, (Into the Void)
- Christian Münzner, Obscura – Solo Daybreaker, (Introspection)

## Diskografie

### Studioalben
- 1998: Impressions of a Dream (Demo)
- 2003: Panta Rhei
- 2006: Human Nature
- 2012: Into the Void
- 2016: Introspection

### Compilation
- 2017: Symphonic & Opera Metal Vol.3